# Vuattouxia kouassikonani
Vuattouxia kouassikonani là một loài nhện trong họ Pisauridae.
Loài này thuộc chi Vuattouxia. Vuattouxia kouassikonani được miêu tả năm 1979 bởi Blandin.